# Tarenna wallichii
Tarenna wallichii là một loài thực vật có hoa trong họ Thiến thảo. Loài này được (Hook.f.) Ridl. miêu tả khoa học đầu tiên năm 1923.